# Tuva al Turkvision Song Contest
Tuva ha partecipato a 3 edizioni, a partire dal 2013. Si ritira nel 2015 per poi tornare a gareggiare nel 2020.

## Partecipazioni
- Primo posto
- Secondo posto
- Terzo posto
- Ultimo posto

| Anno                             | Artista               | Canzone         | Posizione | Punti | Note  |
| -------------------------------- | --------------------- | --------------- | --------- | ----- | ----- |
| 2013                             | Saylik Ommun          | Çavidak         | -         | -     | [ 1 ] |
| 2014                             | Ayas Kuular           | Subedei         | 20        | 151   | [ 1 ] |
| Nessuna partecipazione nel 2015. |                       |                 |           |       |       |
| 2020                             | Ooržak Omak Çopanoviç | Bajla la Talgam | 15        | 176   |       |